# Аисты
Запрос «Аист» перенаправляется сюда; см. также другие значения.
Аисты (лат. Ciconia) — род птиц из отряда голенастых.

## Характеристика
Для аистов характерны длинные обнажённые ноги, покрытые сетчатой кожей; клюв длинный, прямой, конический; передние пальцы соединены между собой широкой плавательной перепонкой, пальцы короткие с розоватыми когтями; на голове и шее местами голая кожа.
В Европе два вида: чёрный (С. nigra) и белый (С. alba); первый покрыт тёмно-коричневыми перьями; второй, за исключением крыльев и плеч, покрыт белыми перьями, клюв и ноги красные. Перелётные, в Среднюю Европу прилетают в феврале и марте. Помимо Европы, встречаются в других местах Восточного полушария. По прилёте поселяются в прежних гнёздах, которые устраивают из сухих сучьев на вершинах деревьев и на крышах; любят местности, обильные водой, в наибольшем количестве встречаются в Голландии, в Исландии и Южной Саксонии. В Англии их вовсе нет. Так как аистов не преследуют, то они очень доверчивы и подходят близко к жилищам.
Пищу аистов составляют рыба, лягушки, ящерицы, змеи, улитки, дождевые черви, полевые мыши, насекомые. Самка откладывает 4-5 яиц белого цвета длиной около 8 см. Голос слабый, звуки производит хлопаньем челюстей; только птенцы, сидя в гнезде, производят писк или звук, похожий на слабое чириканье. Молодого аиста легко сделать ручным. Живут очень долго, до 30 лет и более. Длина белого аиста от конца клюва до кончика хвоста почти 1,3 м; стоя имеет высоту 1 м.

## В искусстве
У античных писателей и в средневековых бестиариях можно встретить упоминание о легенде, что аисты кормят своих родителей, когда те уже не способны сами позаботиться о себе. По этой причине в ренессансной и позднейшей живописи аист символизирует почтительность к родителям. Кроме того, аисты изображаются везущими колесницу бога Меркурия.

### Виды и распространение
В состав рода включают 8 видов:
| Изображение | Научное название    | Русское название               | Распространение |
| ----------- | ------------------- | ------------------------------ | --- |
|             | Ciconia abdimii     | Белобрюхий аист                | Восточная Африка, от Эфиопии на юг до Южной Африки |
|             | Ciconia microscelis |                                | Африка к югу от Сахары |
|             | Ciconia episcopus   | Белошейный аист                | Азия, от Индии до Индонезии и в тропической Африке |
|             | Ciconia stormi      | Малайский шерстистошейный аист | Борнео; встречается на Калимантане (Индонезия), Свараке, Сабахе (Малайзия) и Брунее                                                                                                   |
|             | Ciconia nigra       | Чёрный аист                    | Восточная Азия (Сибирь и север Китая) с запада в Центральную Европу, достигая Эстонии на севере, Польши, Нижней Саксонии и Баварии в Германии, Чехии, Венгрии, Италии и Греции на юге |
|             | Ciconia maguari     | Американский аист              | Венесуэла и восточная Колумбия; Гайана; Восточная Боливия; Парагвай; Бразилия |
|             | Ciconia boyciana    | Дальневосточный аист           | Япония, Китай, Корея и Россия |
|             | Ciconia ciconia     | Белый аист                     | Европа, примыкающая к Пиренейскому полуострову и в Северной Африке |